# Tommaso Landolfi
Tommaso Landolfi (ur. 9 sierpnia 1908 w Pico, zm. 8 lipca 1979 w Rzymie) – włoski pisarz oraz tłumacz literatury niemieckiej, rosyjskiej i francuskiej na język włoski.
Tworzył poezje bliskie hermetyzmowi (kierunkowi przedkładającemu wartości formalne i dźwiękowe słowa nad znaczniowe). Jako prozaik tworzył utwory w których dominują elementy fantastyczno-groteskowe. Był autorem m.in. powieści Cancroregina (1950) oraz opowiadania Racconti (1963). Oprócz tego pisał też dramaty (m.in. Faust 67) oraz szkice krytyczno-literackie.